# Ostfriedhof (Innsbruck)

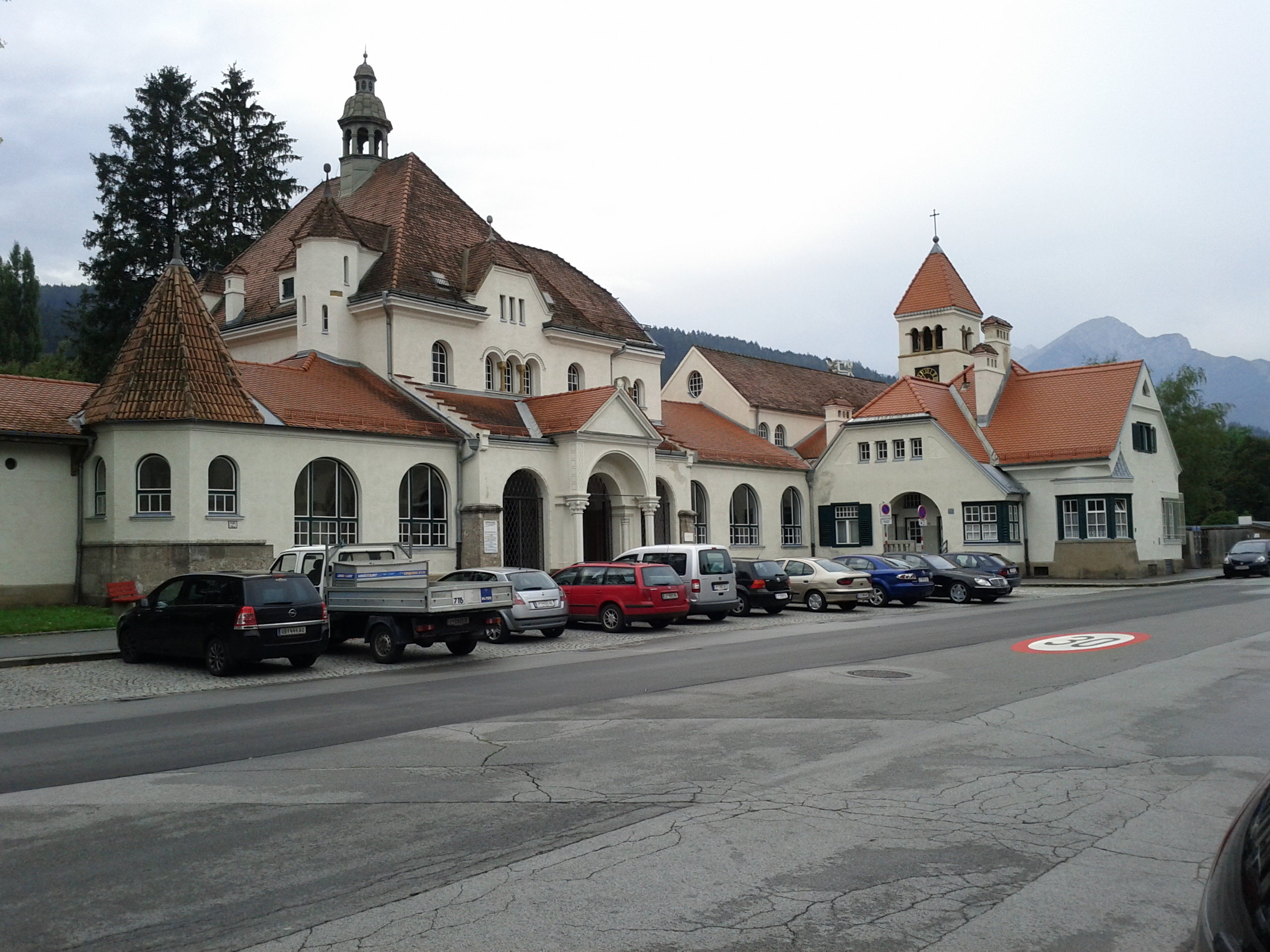
Eingangsbereich mit Einsegnungskapelle, Pfeilervorhalle und Aufbahrungshalle (mit Turm) an der Kaufmannstraße

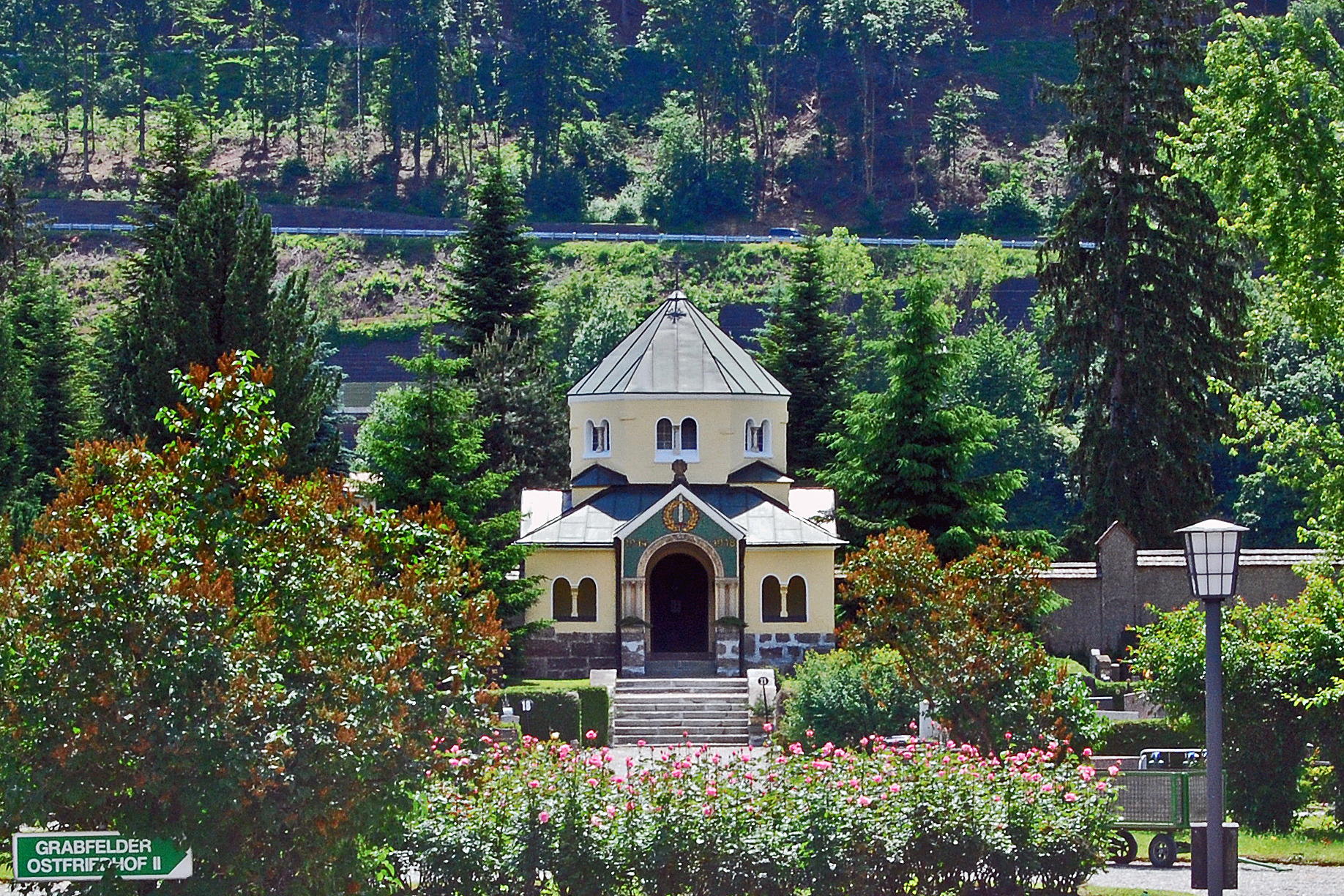
Blick über den Friedhof Richtung Süden zur Kriegergedächtniskapelle

Der Ostfriedhof oder Pradler Friedhof ist mit 6,8 ha Fläche der größte der Friedhöfe in Innsbruck und neben dem Westfriedhof einer der beiden Hauptfriedhöfe der Stadt. Er befindet sich am südlichen Stadtrand im Stadtteil Pradl an der Grenze zu Amras und wurde in den Jahren 1912 bis 1913 errichtet.

## Geschichte
Der Friedhof wurde von 1912 bis 1913 nach Plänen von Eduard Klingler als Ersatz für den alten Pradler Friedhof am südöstlichen Stadtrand an der Grenze zur damals noch selbstständigen Gemeinde Amras angelegt. Er sollte ursprünglich der Beisetzung der Verstorbenen aus dem Stadtspital und aus den Stadtteilen Dreiheiligen und Pradl dienen. Den Grund hatte der Eigentümer, der Kapellerwirt Happ in Amras, 1909 der Stadt für 12 Kronen pro Quadratklafter überlassen. 1985/86 und 2003 wurde der Friedhof nach Südwesten erweitert.

## Anlage

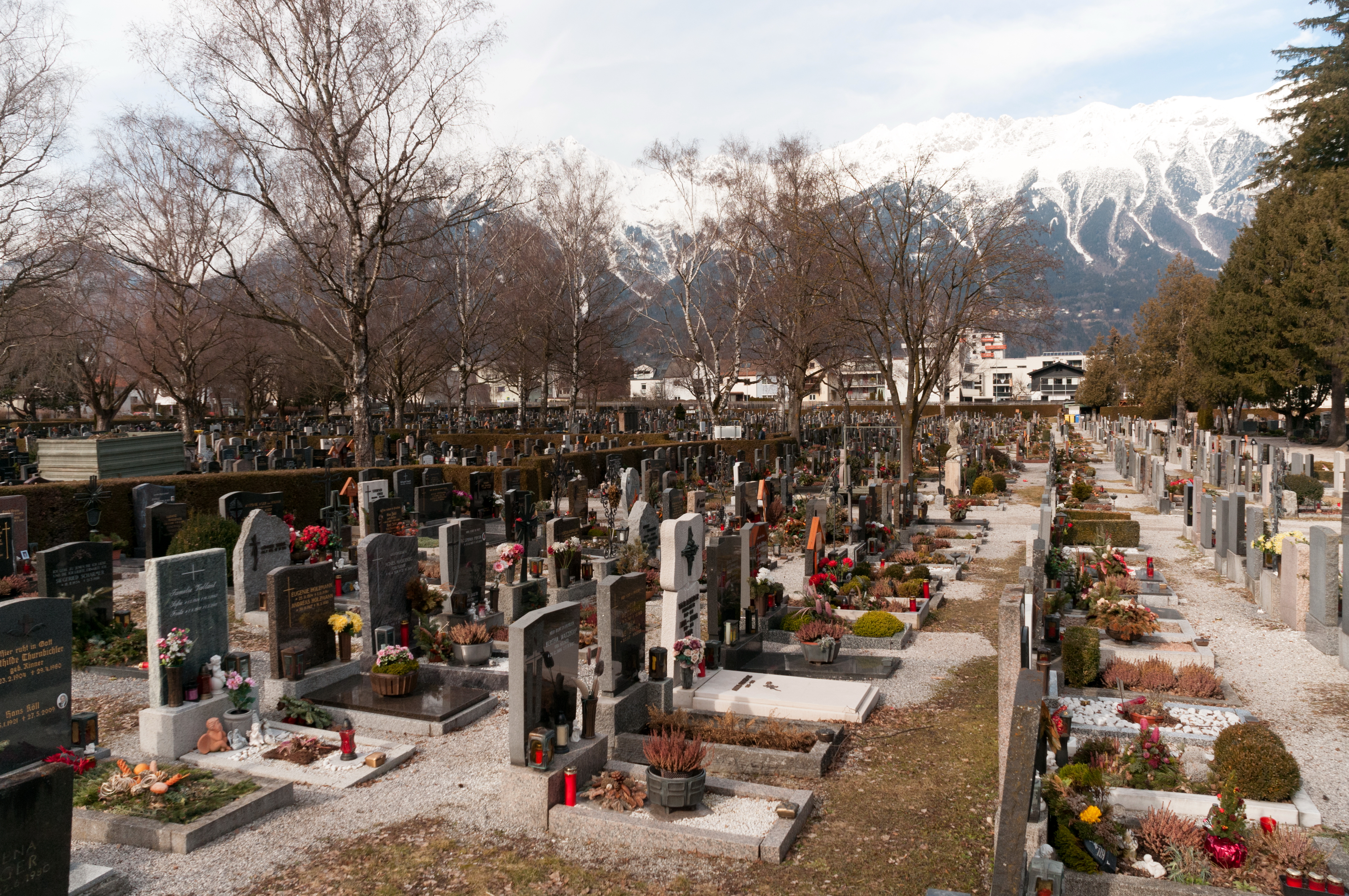
Blick über das Gräberfeld des alten Teils Richtung Norden

Der Friedhof ist eine weitläufige Anlage mit einer Fläche von insgesamt 67.700 m².
Der ältere Teil liegt zwischen Kaufmannstraße und Wiesengasse, nördlich angrenzend an den Amraser Soldatenfriedhof. Im Norden wird er durch mehrere Gebäude, darunter die Kapelle und die Aufbahrungshalle begrenzt, im Osten und Süden ist er von einer Mauer mit abgeschrägten Ecken umgeben. Der Hauptzugang erfolgt von der Kaufmannstraße durch die Vorhalle der Kapelle. Die Anlage ist asymmetrisch gestaltet und durch ein axiales Wegesystem in rund 80 kleine, großteils quadratische Grabfelder unterteilt. Der alte Friedhofsteil mit Kapellen-, Verwaltungsbauten und Mauer steht unter Denkmalschutz.
Der neuere, 1985 angelegte und 2003 erweiterte Teil erstreckt sich südlich der Wiesengasse auf Amraser Gebiet und schließt westlich an den Soldatenfriedhof an. Er ist parkartig mit (halb)kreisförmigen und radialen Wegen gestaltet, wodurch sich 18 ungleich große Grabfelder ergeben. Zwei Grabfelder im Süden des Areals stehen auch Muslimen zur Verfügung. An den Seiten befinden sich Urnennischen. Am südlichen Rand steht das 1998/99 errichtete und 2005 erweiterte Krematorium, eines von derzeit (Stand 2021) 17 aktiven Krematorien in Österreich.

## Gebäude
Die Nordseite des Friedhofs wird durch die miteinander verbundenen Gebäude der Einsegnungskapelle mit Pfeilervorhalle, der Aufbahrungshalle und eines Verwaltungsbaus begrenzt. Die Gebäude wurden von Eduard Klingler im Heimatstil entworfen und in den Jahren 1912 bis 1916 errichtet.

### Einsegnungskapelle

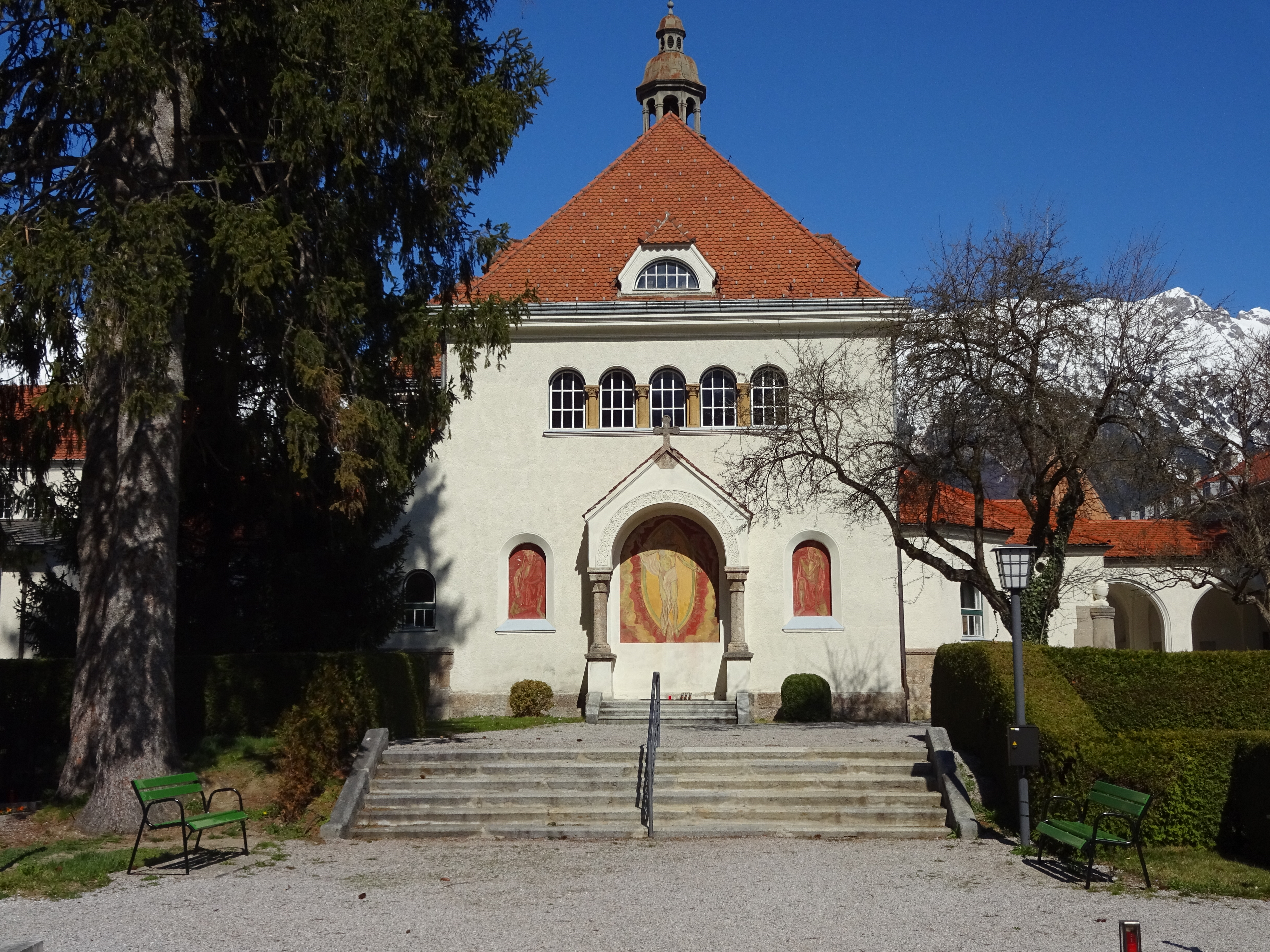
Einsegnungskapelle von Süden (Friedhofsseite)

Die Kapelle über annähernd quadratischem Grundriss wird von einem steilen Satteldach mit Dachreiter bekrönt. Der Zugang von der Straße erfolgt im Norden durch die Pfeilervorhalle, an der Südseite zum Friedhof befindet sich eine übergiebelte Rundbogenädikula mit Brecciesäulen, flankiert von zwei kleineren Rundbogennischen. Der hohe Innenraum ist mit romanisierenden Elementen gestaltet, über einer hohen Sockelzone schließen von Rafael Thaler um 1916 geschaffene Wandgemälde an. Die vom Jugendstil beeinflusste Ausmalung zeigt in den rasterartig angelegten Bildfeldern ornamentale und szenische Darstellungen. Die aufwendig gestaltete Holzdecke ist mit Schablonenmalerei versehen. Über der Vorhalle befindet sich die Empore, die im Osten und Westen übereck geführt wird.

### Pfeilervorhalle

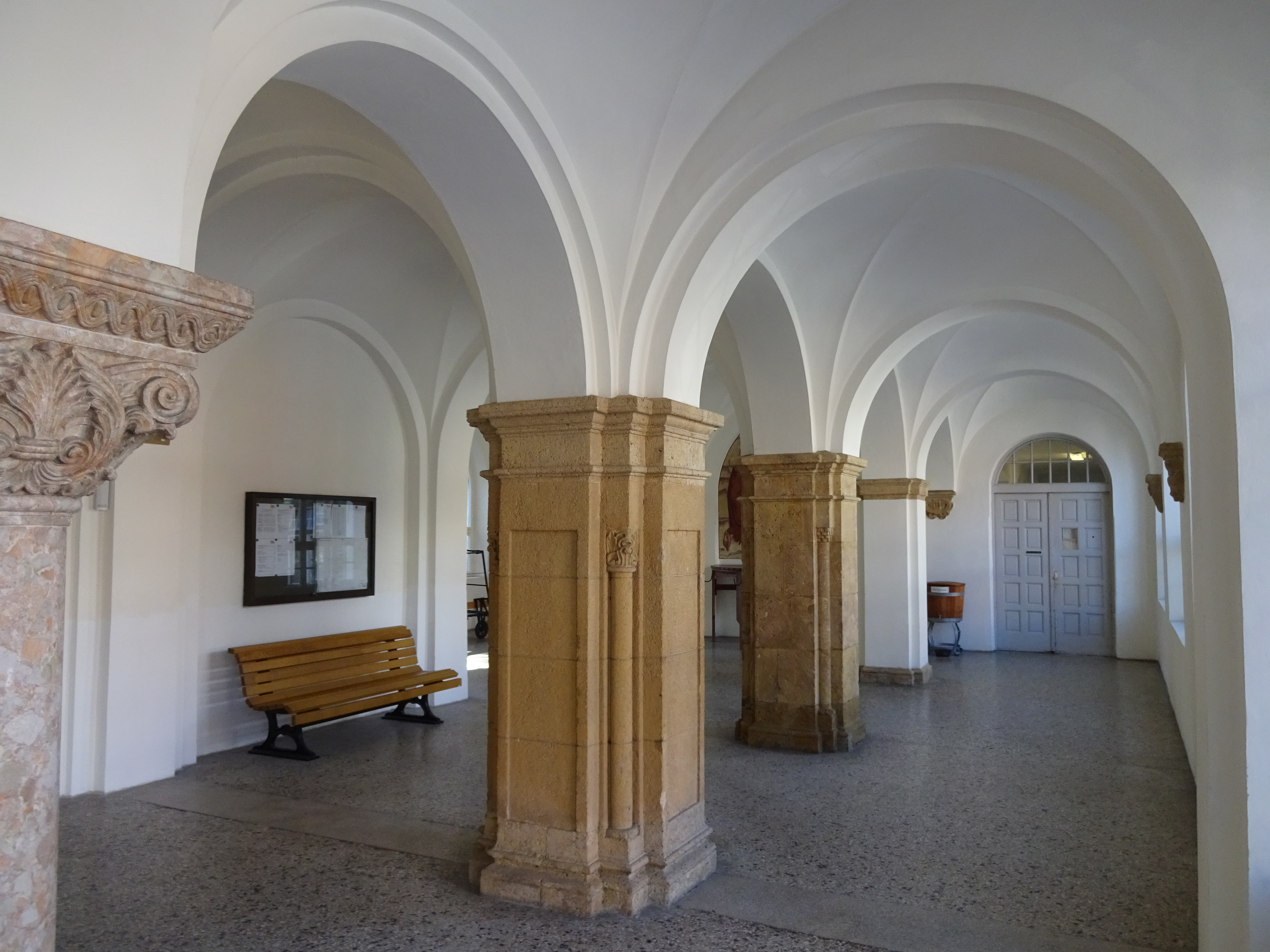
Pfeilervorhalle

Die zweischiffige Pfeilervorhalle weist je neun kreuzgratgewölbte Joche auf. Die verbreiterte Mittelachse wird durch massive romanisierende Säulen aus rötlichem Marmor flankiert, die mit vegetabil-figuralen Kapitellen und Basen gestaltet sind. Nach Norden hin ist der Gang mit Rundbogenfenstern verglast. Durch die Vorhalle erfolgt der Zugang zur Kapelle, zur Aufbahrungshalle und zum Friedhof. Im Osten schließt eine vierjochige kreuzgratgewölbte Pfeilerarkade mit Gruftgräbern an.

### Aufbahrungshalle
Die Aufbahrungshalle ist ein langgestreckter, zweigeschoßiger Komplex mit Giebelfassade. Der Turm im Nordwesten weist ein steiles Zeltdach und romanisierenden gekuppelte Schallöffnungen auf und überragt die gesamte Anlage. Im Süden und Westen ist die Aufbahrungshalle von ebenerdigen Erweiterungsbauten umgeben.

### Kriegergedächtniskapelle

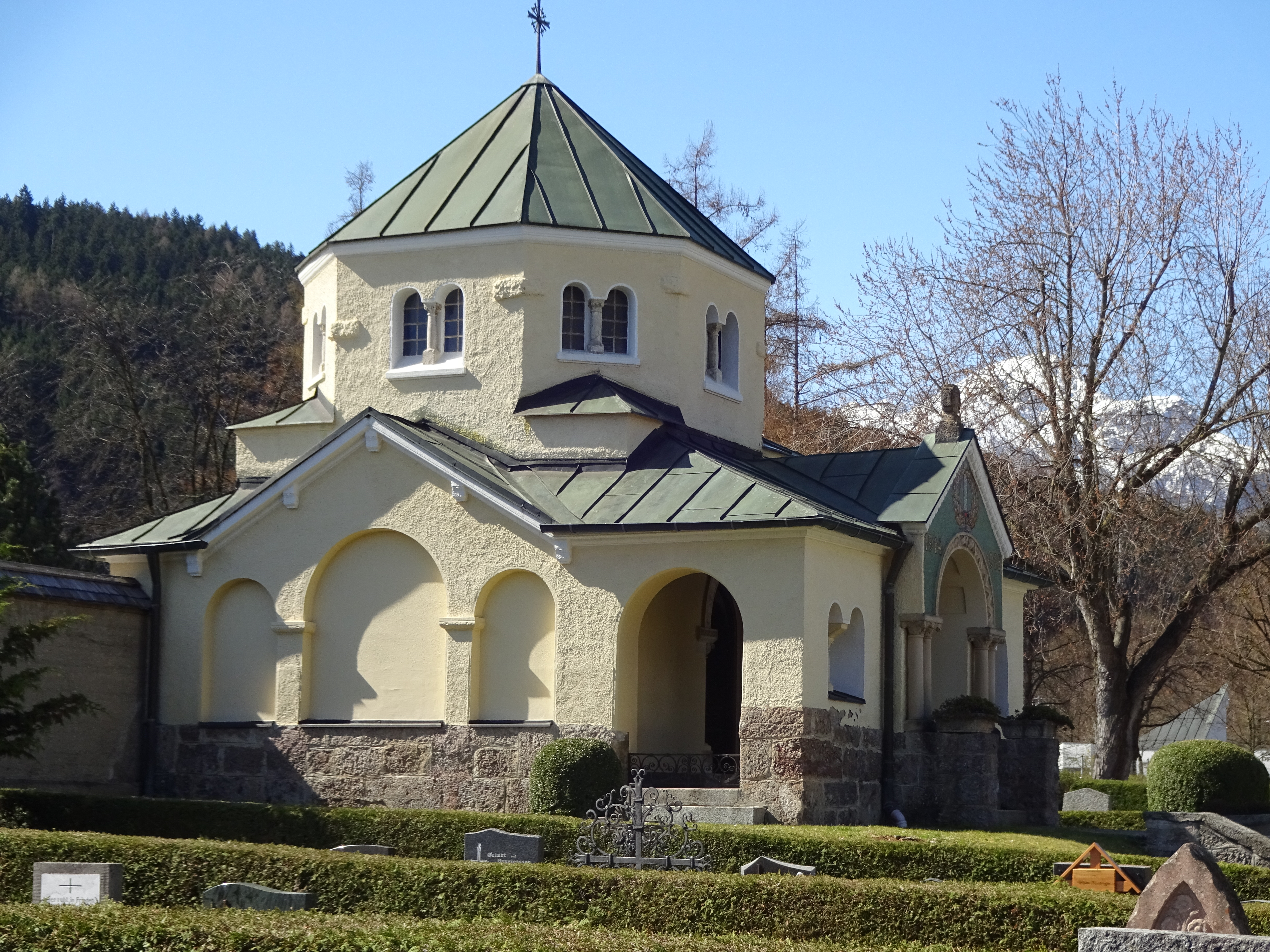
Kriegergedächtniskapelle

Die im Süden des alten Teils in der Achse der Einsegnungshalle gelegene und in die Umfassungsmauer des Friedhofes eingebundene Kapelle wurde 1916 nach Plänen von Theodor Prachensky als Gedenkkapelle errichtet und 1930 zum „Mausoleum für gefallene Soldaten“ umgestaltet. Der byzantinisierend-romanisierende Bau besteht aus einem achteckigen Hauptraum mit Tambour und Zeltdach sowie einer Vorhalle im Norden, der Apsis im Süden und einer Krypta. Der Innenraum wird bestimmt durch im Achteck angeordnete, romanisierende Pfeilerarkaden, die sich abwechselnd in runde und eckige Nischen öffnen. Die einzelnen Bereiche sind durch kontrastreiche Farbgebung gegliedert, die Zonen über den Bögen sind mit Mosaiken geschmückt, die zwei Rundbogenfenster der Apsis weisen Glasgemälde auf.

## Denkmäler und Grabmäler

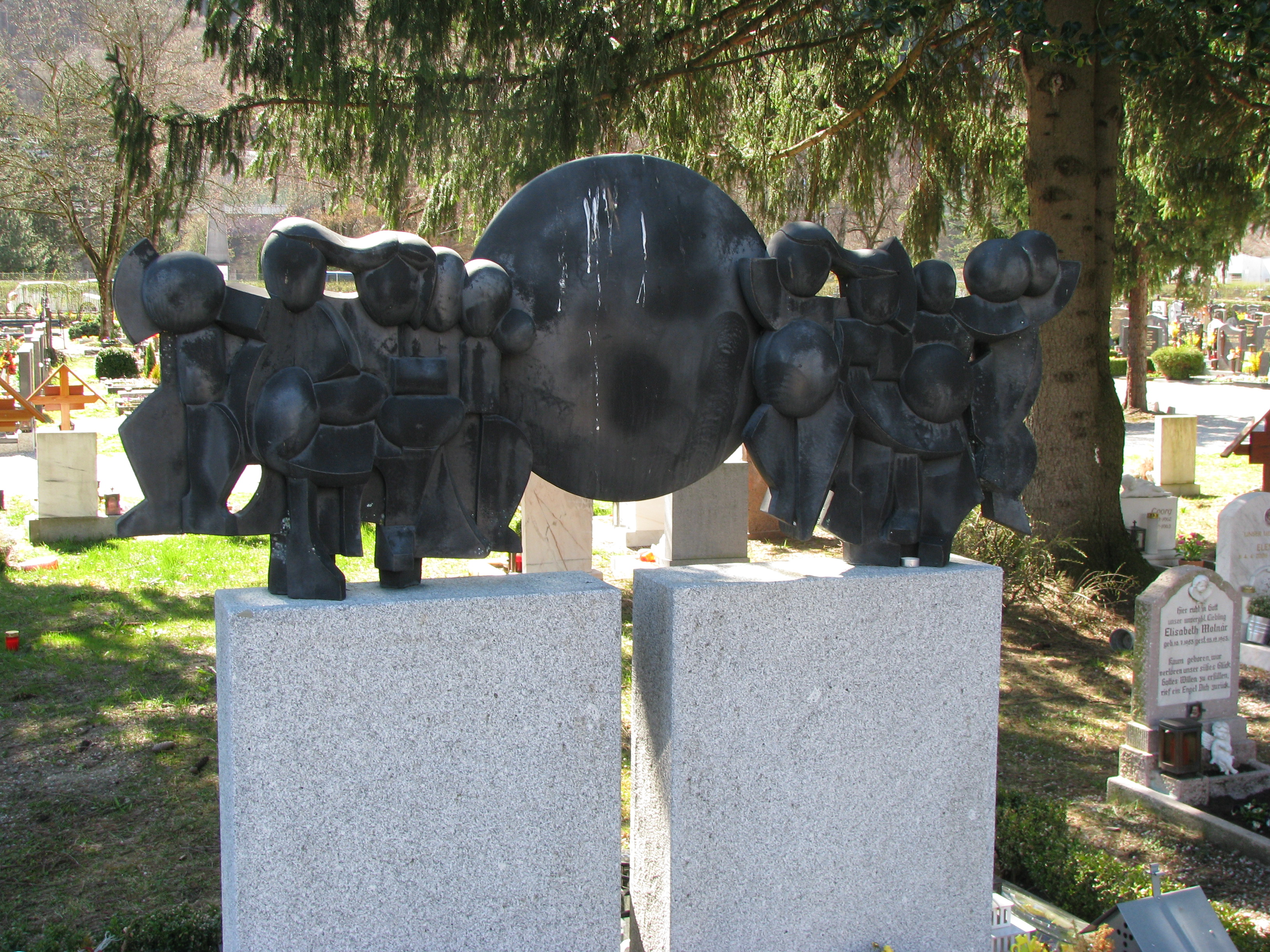
Denkmal am Kinderfeld

Über die Anlage verteilt finden sich mehrere besondere Gräber und Gedenkstätten.
Am Kinderfeld sind früh verstorbene Babys und Kleinkinder beigesetzt, an die ein 1992 vom Bildhauer Georg Loewit gestaltetes Denkmal erinnert.
Das Grab der Einsamen mit seinem Denkmal dient der Beisetzung von alleinstehenden Personen, oder solchen, die ein anonymes Grab wünschen.
Das Anatomiedenkmal erinnert an die Verstorbenen, die ihren Körper nach dem Ableben der Universität zu medizinisch-wissenschaftlichen Zwecken hinterlassen haben.
Ein Ehrengrab mit Gedenkstätte beherbergt die umgebetteten Gebeine vom 1856 aufgelassenen Spitalsfriedhof am heutigen Adolf-Pichler-Platz.
Im Bombenopfergrab sind 108 Opfer von Luftangriffen im Zweiten Weltkrieg beigesetzt.

## Auf dem Friedhof bestattete Persönlichkeiten

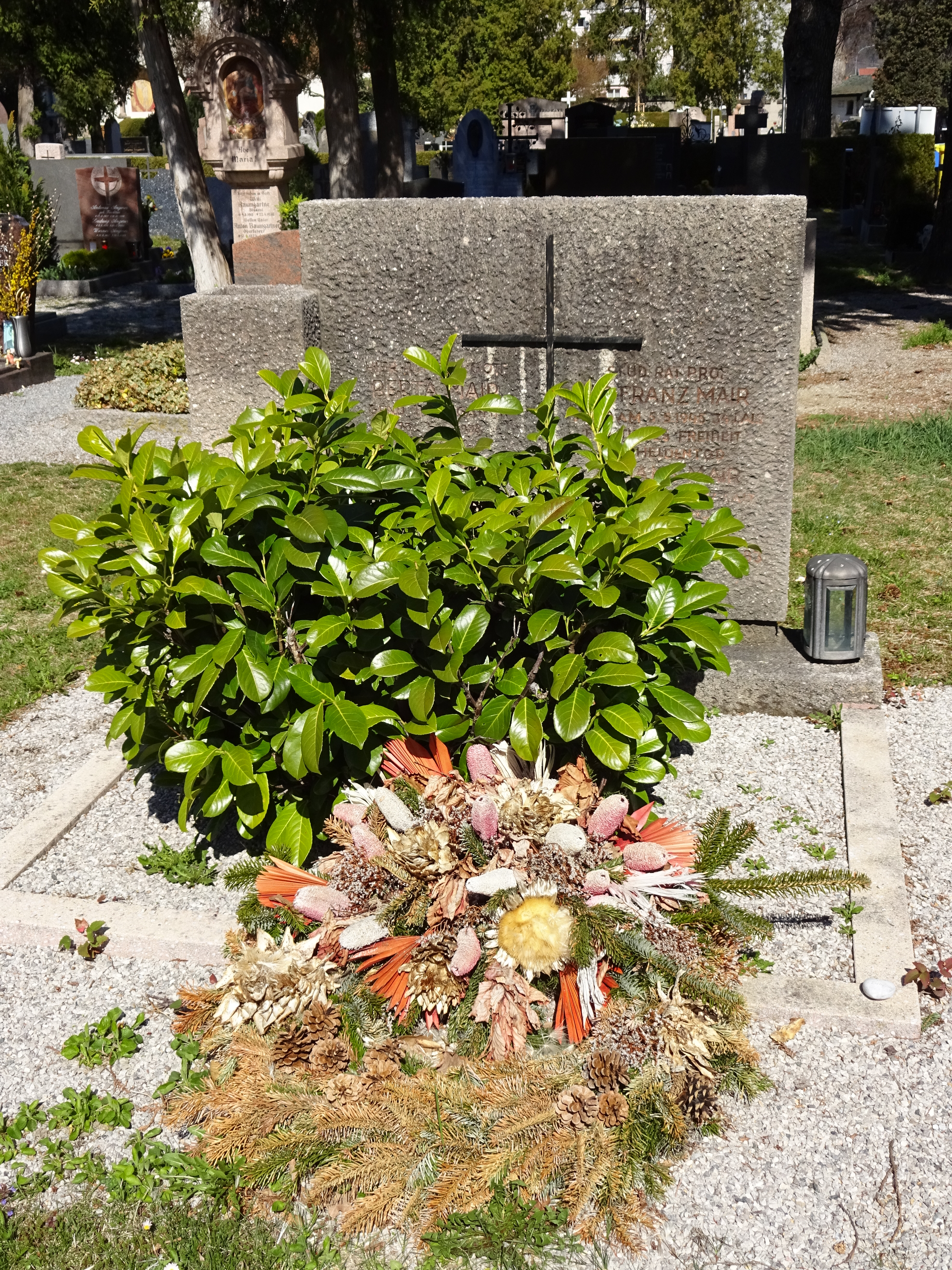
Grab von Franz Mair

- Marianne Barcal (1947–2014), Gemeinderätin*
- Walter Caldonazzi (1916–1945), Widerstandskämpfer
- Maria Ducia (1875–1959), Mitbegründerin der sozialdemokratischen Frauenbewegung und  Landtagsabgeordnete[15]
- Inge Höck (1922–2014), Malerin[16]
- Eduard Klingler (1861–1916), Architekt
- Josef Ladurner (1908–1997), Geologe und Mineraloge
- Franz Mair (1910–1945), Gymnasiallehrer und Widerstandskämpfer*
- Bernd Michael Rode (1946–2022), Chemiker
- Franz Roilo (1907–1977), Bildhauer[16]
- Adelheid Schneller (1873–1955), Historikerin und Schriftstellerin
- Rafael Thaler (1870–1947), Maler und Restaurator[17]

* ... Ehrengrab der Stadt Innsbruck